# Talod
Talod è una suddivisione dell'India, classificata come municipality, di 17.472 abitanti, situata nel distretto di Sabarkantha, nello stato federato del Gujarat. In base al numero di abitanti la città rientra nella classe IV (da 10.000 a 19.999 persone).

## Geografia fisica
La città è situata a 23° 21' 35 N e 72° 56' 45 E.

## Società

### Evoluzione demografica
Al censimento del 2001 la popolazione di Talod assommava a 17.472 persone, delle quali 9.144 maschi e 8.328 femmine. I bambini di età inferiore o uguale ai sei anni assommavano a 2.335, dei quali 1.310 maschi e 1.025 femmine. Infine, coloro che erano in grado di saper almeno leggere e scrivere erano 11.985, dei quali 6.957 maschi e 5.028 femmine.